# Josef Posipal
Josep Posipal (Lugos, Románia, 1927. június 20. – Hamburg, 1997. február 21.) nyugatnémet válogatott világbajnok német labdarúgó, hátvéd.

## Pályafutása

### Klubcsapatban
16 éves korában települt a romániai Lugosról Németországba családjával a második világháború idején. 1946-ban az SV Linden 07 ifjúsági csapatában szerepelt. 1946 és 1949 között az Arminia Hannover labdarúgója volt. 1949 és 1958 között a Hamburger SV csapatában szerepelt. 1958-ban fejezte be az aktív labdarúgást.

### A válogatottban
1950-ben Sepp Herberger szövetségi kapitány meghívta a második világháború után első hivatalos mérkőzését játszó nyugatnémet válogatottba. Ekkor derült ki, hogy Posipal hivatalosan még román állampolgár. 1951-ben lett nyugatnémet állampolgár és bemutatkozhatott a válogatottban Törökország ellen Nyugat-Berlinben. 1951 és 1956 között 32 alkalommal szerepelt a nyugatnémet válogatottban és egy gólt szerzett. Tagja volt az 1954-es világbajnok csapatnak.

## Sikerei, díjai
NSZK
- Világbajnokság
  - világbajnok: 1954, Svájc

## Magánélete
69 évesen szívelégtelenségben hunyt el Hamburgban. Fia Peer Posipal az Eintracht Braunschweig labdarúgója volt.